# دانبرووسکی-اوشدله
دانبرووسکی-اوشدله (به لهستانی:  Dąbrowskie-Osiedle) یک روستا در لهستان است که در گمینا اولتسکو واقع شده‌است.